# Mistrzostwa Japonii w Skokach Narciarskich 2020
Mistrzostwa Japonii w Skokach Narciarskich 2020 – zawody mające na celu wyłonić mistrza Japonii, które rozegrane zostały 24 i 25 października w kompleksie skoczni narciarskich w Hakubie.
W zmaganiach kobiet na skoczni normalnej zwyciężyła Sara Takanashi, a wśród mężczyzn, zarówno na skoczni normalnej, jak i dużej triumfował Yukiya Satō.

## Wyniki

### Konkurs indywidualny mężczyzn na skoczni normalnej (24.10.2020)
Opracowano na podstawie:
| M   | Zawodnik           | Skok 1 | Skok 2  | Wynik punktowy |
| --- | ------------------ | ------ | ------- | -------------- |
| 1.  | Yukiya Satō        | 97,0 m | 101,0 m | 255,2          |
| 2.  | Junshirō Kobayashi | 98,5 m | 100,5 m | 247,0          |
| 3.  | Daiki Itō          | 94,5 m | 97,5 m  | 243,5          |
| 4.  | Keiichi Satō       | 94,5 m | 97,0 m  | 242,1          |
| 5.  | Yūken Iwasa        | 94,0 m | 99,5 m  | 237,2          |
| 6.  | Ryōyū Kobayashi    | 89,0 m | 91,5 m  | 221,4          |
| 7.  | Shinnosuke Fujita  | 96,0 m | 85,0 m  | 218,5          |
| 7.  | Ren Nikaidō        | 93,5 m | 91,0 m  | 218,5          |
| 9.  | Naoki Nakamura     | 90,5 m | 88,5 m  | 214,6          |
| 10. | Minato Mabuchi     | 88,5 m | 90,0 m  | 214,2          |
| 10. | Shō Suzuki         | 90,0 m | 95,5 m  | 214,2          |
| 12. | Shōhei Tochimoto   | 95,5 m | 85,0 m  | 213,7          |
| 13. | Reruhi Shimizu     | 91,5 m | 87,5 m  | 211,6          |
| 14. | Taku Takeuchi      | 90,5 m | 85,0 m  | 210,7          |
| 15. | Tomofumi Naitō     | 90,5 m | 87,0 m  | 208,7          |
| 16. | Noriaki Kasai      | 90,0 m | 84,0 m  | 208,6          |
| 17. | Riki Kurita        | 91,0 m | 86,0 m  | 208,3          |
| 18. | Masamitsu Itō      | 90,5 m | 86,0 m  | 207,2          |
| 19. | Hiroaki Watanabe   | 89,5 m | 83,5 m  | 202,5          |
| 20. | Keita Miyazaki     | 86,5 m | 85,5 m  | 201,6          |
| 21. | Shoichi Anzawa     | 91,5 m | 85,5 m  | 199,5          |
| 22. | Rikuta Watanabe    | 91,0 m | 78,5 m  | 199,3          |
| 23. | Gō Sonehara        | 91,5 m | 82,5 m  | 198,6          |
| 24. | Taro Yamakawa      | 89,5 m | 76,5 m  | 191,3          |
| 25. | Yūto Nakamura      | 93,0 m | 77,5 m  | 191,2          |
| 26. | Kaito Nishimori    | 89,5 m | 71,5 m  | 188,3          |
| 27. | Shin’ya Komaba     | 88,5 m | 76,5 m  | 185,1          |
| 28. | Keisuke Takahashi  | 86,5 m | 79,0 m  | 184,3          |
| 29. | Yuki Higashizawa   | 87,5 m | 75,5 m  | 171,6          |
| 30. | Daimatsu Takehana  | 84,5 m | 71,0 m  | 168,8          |
| 31. | Sōta Kudō          | 85,5 m | NQ      | 99,6           |
| 32. | Tomoru Mabuchi     | 83,0 m | NQ      | 99,5           |
| 33. | Hisaki Nagamine    | 84,5 m | NQ      | 98,3           |
| 34. | Takehiro Nagai     | 83,5 m | NQ      | 97,8           |
| 35. | Ryuki Kusaka       | 82,5 m | NQ      | 96,0           |
| 36. | Shōtarō Hosoda     | 81,0 m | NQ      | 94,8           |
| 37. | Yuki Saito         | 85,0 m | NQ      | 94,4           |
| 38. | Shun Ōi            | 84,5 m | NQ      | 92,9           |
| 39. | Tatsunao Kobayashi | 83,0 m | NQ      | 88,8           |
| 40. | Aito Nakamura      | 83,5 m | NQ      | 86,3           |
| 41. | Motoki Yamanaka    | 82,5 m | NQ      | 85,4           |

### Konkurs indywidualny mężczyzn na skoczni dużej (25.10.2020)
Opracowano na podstawie:
| M   | Zawodnik           | Skok 1  | Skok 2  | Wynik punktowy |
| --- | ------------------ | ------- | ------- | -------------- |
| 1.  | Yukiya Satō        | 129,0 m | 127,5 m | 279,2          |
| 2.  | Daiki Itō          | 123,5 m | 130,0 m | 274,7          |
| 3.  | Junshirō Kobayashi | 127,0 m | 127,0 m | 273,9          |
| 4.  | Keiichi Satō       | 128,5 m | 122,5 m | 270,4          |
| 5.  | Yūken Iwasa        | 121,5 m | 126,5 m | 267,4          |
| 6.  | Naoki Nakamura     | 126,5 m | 126,0 m | 263,7          |
| 7.  | Ryōyū Kobayashi    | 122,5 m | 125,0 m | 261,9          |
| 8.  | Tomofumi Naitō     | 130,5 m | 122,0 m | 250,6          |
| 9.  | Noriaki Kasai      | 119,5 m | 122,5 m | 249,0          |
| 10. | Ren Nikaidō        | 128,5 m | 119,5 m | 236,0          |
| 11. | Shinnosuke Fujita  | 106,5 m | 123,0 m | 217,2          |
| 12. | Rikuta Watanabe    | 119,5 m | 117,5 m | 214,5          |
| 13. | Shōhei Tochimoto   | 109,5 m | 118,5 m | 211,8          |
| 14. | Kaito Nishimori    | 117,0 m | 112,0 m | 207,7          |
| 15. | Taro Yamakawa      | 108,5 m | 115,5 m | 204,0          |
| 16. | Masamitsu Itō      | 109,5 m | 116,5 m | 203,0          |
| 17. | Shō Suzuki         | 108,5 m | 115,5 m | 202,5          |
| 18. | Riki Kurita        | 112,5 m | 117,0 m | 200,3          |
| 19. | Shin’ya Komaba     | 103,5 m | 116,0 m | 199,9          |
| 20. | Taku Takeuchi      | 110,0 m | 111,5 m | 193,4          |
| 21. | Keita Miyazaki     | 104,5 m | 123,5 m | 191,9          |
| 22. | Hisaki Nagamine    | 106,0 m | 113,5 m | 191,5          |
| 23. | Hiroaki Watanabe   | 105,5 m | 110,0 m | 188,3          |
| 24. | Reruhi Shimizu     | 101,5 m | 114,5 m | 183,0          |
| 25. | Yūto Nakamura      | 102,0 m | 113,5 m | 181,9          |
| 26. | Tomoru Mabuchi     | 104,5 m | 112,5 m | 175,7          |
| 27. | Gō Sonehara        | 105,0 m | 108,0 m | 174,5          |
| 28. | Shoichi Anzawa     | 101,5 m | 102,0 m | 170,7          |
| 29. | Minato Mabuchi     | 98,0 m  | 111,0 m | 168,2          |
| 30. | Daimatsu Takehana  | 107,0 m | 107,0 m | 164,9          |
| 31. | Keisuke Takahashi  | 98,0 m  | NQ      | 74,5           |
| 32. | Tatsunao Kobayashi | 94,5 m  | NQ      | 72,0           |
| 33. | Shun Ōi            | 96,5 m  | NQ      | 71,6           |
| 34. | Yuki Higashizawa   | 96,5 m  | NQ      | 71,6           |
| 35. | Shōtarō Hosoda     | 96,5 m  | NQ      | 65,6           |
| 36. | Sōta Kudō          | 93,0 m  | NQ      | 65,3           |
| 37. | Yuki Saito         | 90,0 m  | NQ      | 58,1           |
| 38. | Takehiro Nagai     | 93,0 m  | NQ      | 56,8           |
| 39. | Aito Nakamura      | 87,5 m  | NQ      | 50,6           |
| 40. | Ryuki Kusaka       | 88,0 m  | NQ      | 49,2           |
| 41. | Motoki Yamanaka    | 87,0 m  | NQ      | 48,0           |

### Konkurs indywidualny kobiet na skoczni normalnej (24.10.2020)
Opracowano na podstawie:
| M   | Zawodniczka     | Skok 1 | Skok 2 | Wynik punktowy |
| --- | --------------- | ------ | ------ | -------------- |
| 1.  | Sara Takanashi  | 94,5 m | 93,0 m | 231,5          |
| 2.  | Yūki Itō        | 92,5 m | 93,0 m | 226,8          |
| 3.  | Nozomi Maruyama | 87,5 m | 91,0 m | 208,3          |
| 4.  | Yūka Kobayashi  | 77,5 m | 93,5 m | 187,0          |
| 5.  | Yuna Kasai      | 82,0 m | 89,5 m | 184,0          |
| 6.  | Yūka Setō       | 82,5 m | 82,5 m | 182,3          |
| 7.  | Haruka Iwasa    | 79,5 m | 86,0 m | 174,1          |
| 8.  | Anju Nakamura   | 82,5 m | 79,0 m | 170,6          |
| 9.  | Kaori Iwabuchi  | 79,5 m | 81,5 m | 161,4          |
| 10. | Ringo Miyajima  | 73,0 m | 80,5 m | 160,7          |
| ... |                 |        |        |                |